# WR 102ea
WR 102ea je Wolfova–Rayetova hvězda v souhvězdí Střelce. Nachází se v Pětinásobné hvězdokupě a je třetí nejzářivější hvězdou v této oblasti, hned po hvězdě WR 102hb. Její svítivost dosahuje přibližně 2,5 milionu násobku sluneční svítivosti, což z ní činí jednu z nejzářivějších známých hvězd v Mléčné dráze.
Navzdory vysoké svítivosti je WR 102ea pozorovatelná pouze v infračerveném spektru kvůli silnému pohlcování světla mezihvězdným prachem. Hvězda je ve fázi vývoje, kdy má spektrum typické pro Wolfovy–Rayetovy hvězdy s ionizovaným heliem a dusíkem. Přesto obsahuje i stopy vodíku, což naznačuje, že stále spaluje vodík ve svém jádře.
Hvězda již ztratila více než polovinu své původní hmotnosti v důsledku silného hvězdného větru, který je důsledkem její extrémní svítivosti.

## Vlastnosti
- Spektrální typ: WN9h (Wolfova–Rayetova hvězda)
- Hmotnost: 58 M☉
- Poloměr: 86 R☉
- Teplota povrchu: 25 100 K
- Vzdálenost: 26 000 světelných let(8 000 parseků)
- Svítivost: 2,5 milionkrát větší než Slunce

## Pozorování
WR 102ea je skrytá mezihvězdným prachem, což způsobuje značnou extinkci. Z tohoto důvodu je viditelná pouze v infračerveném spektru. I přes extinkci patří mezi nejjasnější hvězdy v naší galaxii.